# Binoculair gezichtsvermogen
Een binoculair gezichtsvermogen is een dusdanige plaatsing van de ogen dat beide gelijktijdig hetzelfde voorwerp kunnen waarnemen. Bij veel dieren zijn de ogen aan de zijkant van de kop gepositioneerd zodat een groot gezichtsveld ontstaat zonder dat het dier de kop hoeft te bewegen. Bij een aantal dieren zijn de ogen aan de voorzijde van de kop geplaatst, zodat beide ogen op hetzelfde voorwerp kunnen worden gericht. Het voordeel is dat een schatting kan worden gemaakt betreffende de afstand tot het voorwerp. Een nadeel is dat het gezichtsveld naar voren wordt verplaatst, zodat om eventuele gevaren aan de flanken op te merken de kop moet worden gedraaid.
Als vuistregel geldt dat roofdieren die afhankelijk zijn van hun gezichtsvermogen, binoculair kunnen zien en dat prooidieren dat niet kunnen. De reden is dat roofdieren goed in staat moeten kunnen zijn om een exacte afstand tot hun prooi in te schatten om succesvol te kunnen aanvallen. Bij prooidieren is het juist wenselijk dat zij een groot gezichtsveld hebben, zodat ze een roofdier van alle kanten kunnen zien aankomen om op tijd te kunnen vluchten. Bij hen is het minder belangrijk om de afstand tot voorwerpen exact te kunnen bepalen.
Overigens hebben veel dieren die geen binoculair gezichtsvermogen hebben, toch een kleine overlap in het gezichtsveld, zodat de grens tussen binoculair en monoculair zien niet geheel strak getrokken kan worden.
De mens is een typisch voorbeeld van een dier met binoculair gezichtsvermogen. Kameleons hebben de opmerkelijke eigenschap dat ze beide ogen onafhankelijk kunnen richten, waardoor ze zowel binoculair als monoculair kunnen zien.

## Dieren met binoculair gezichtsvermogen

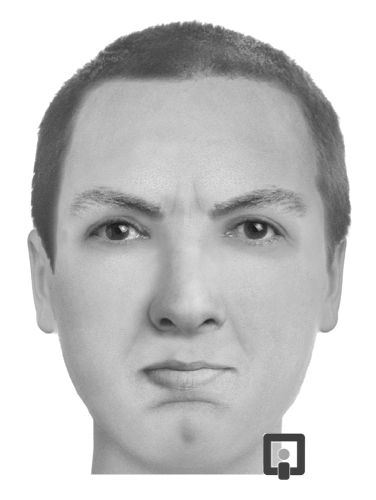
De mens
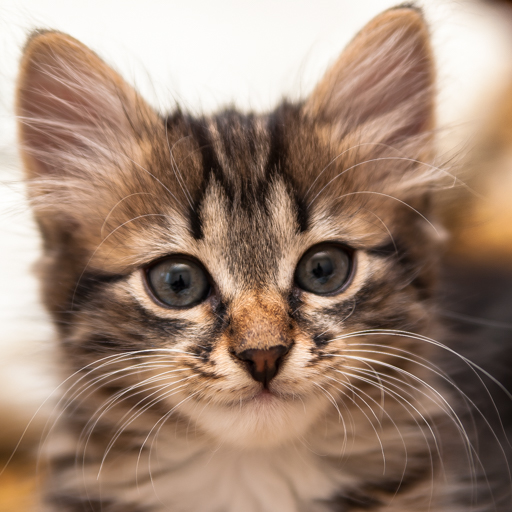
kat
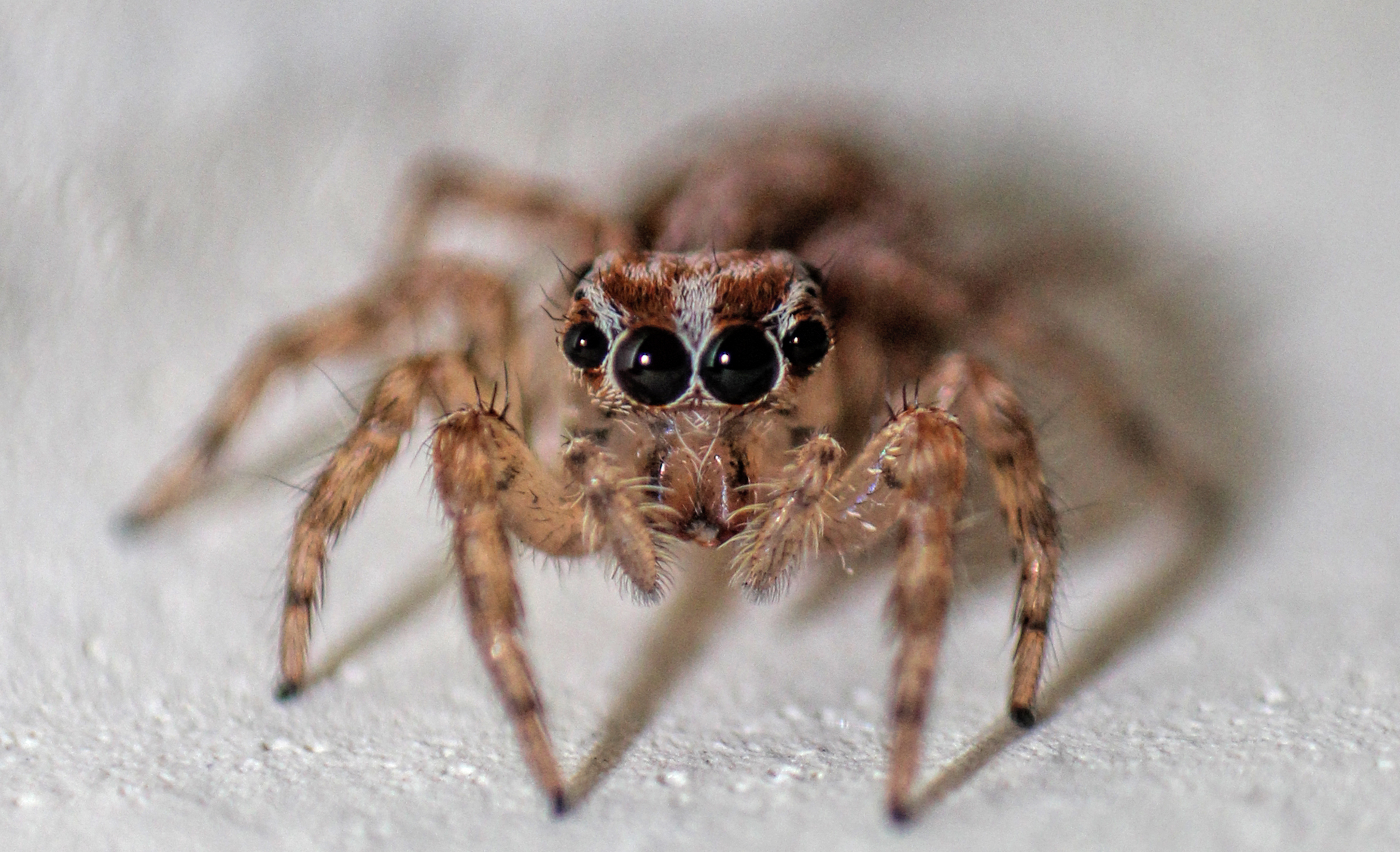
springspin
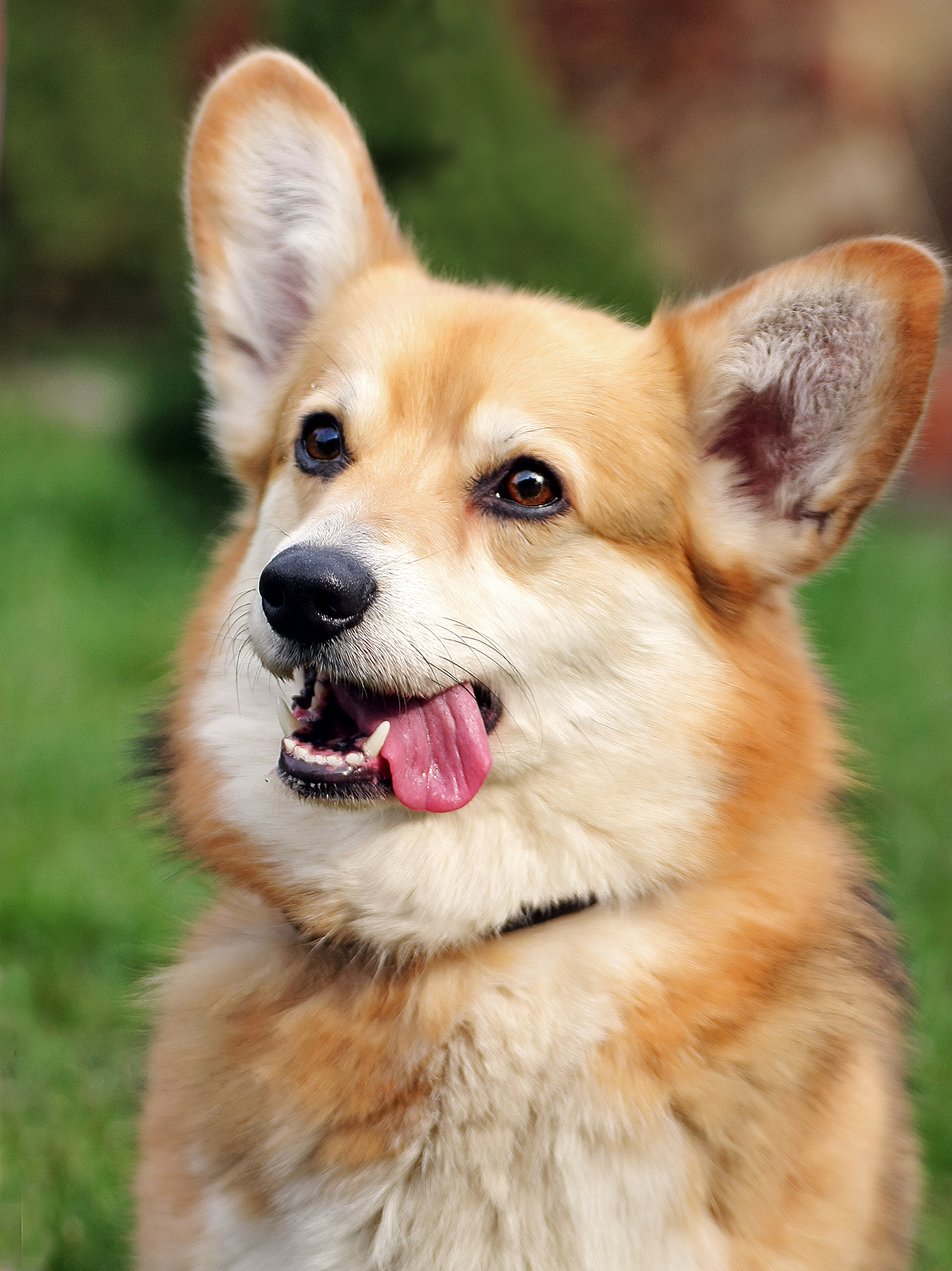
hond
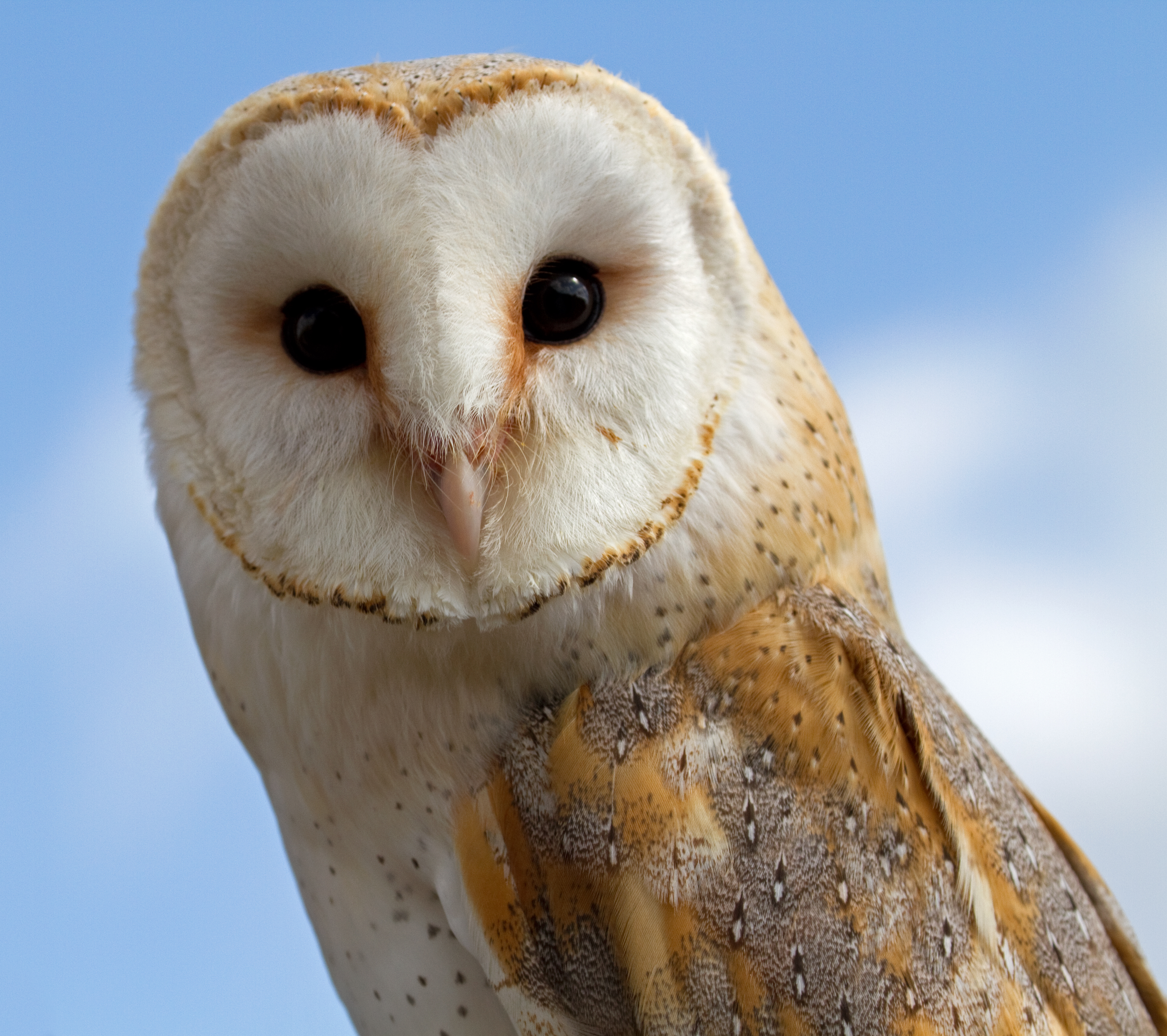
uil
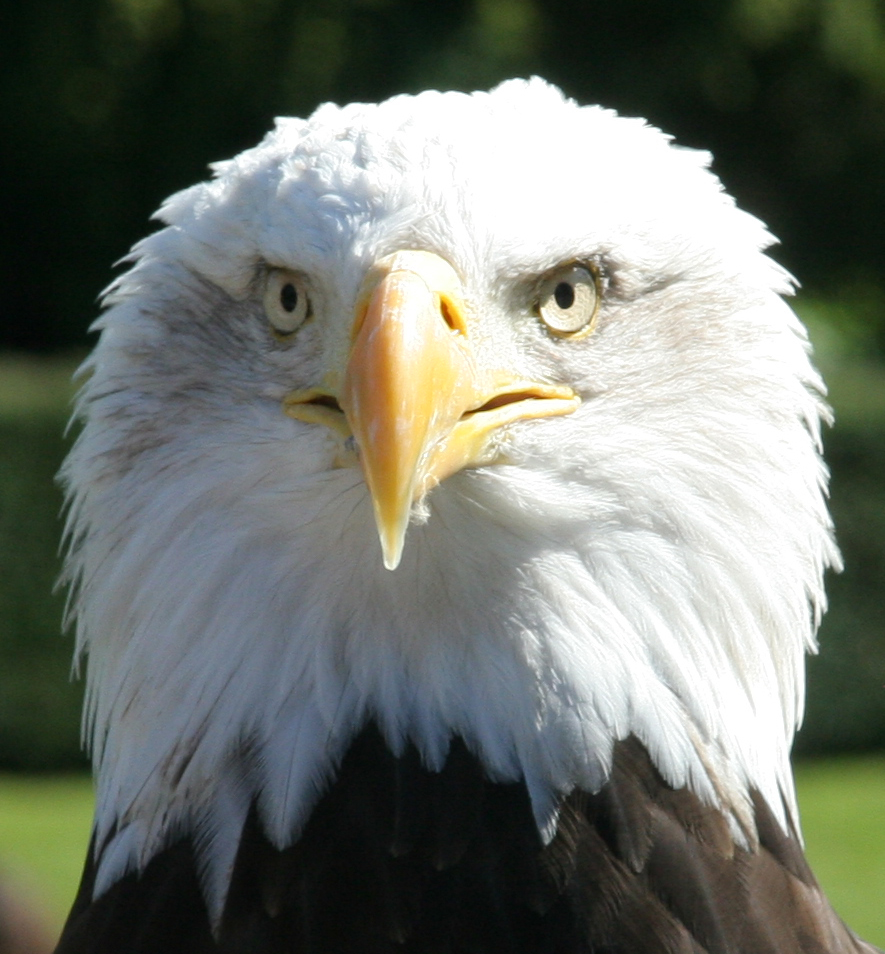
zeearend
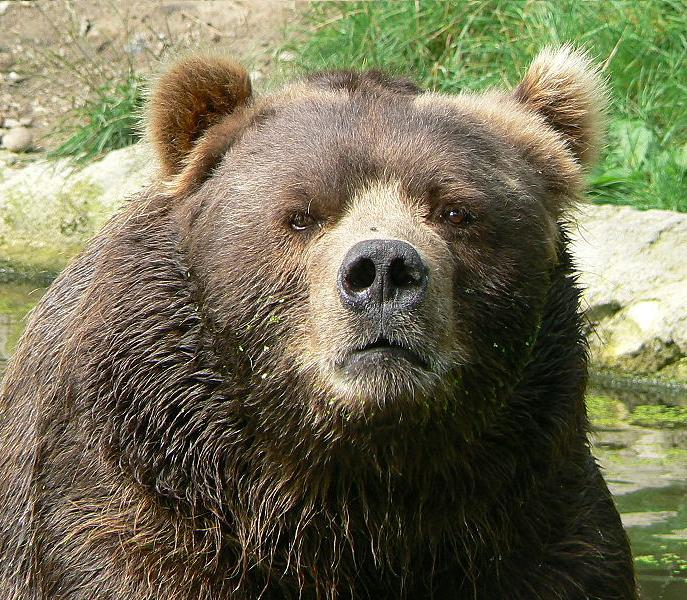
beer

## Dieren met monoculair gezichtsvermogen

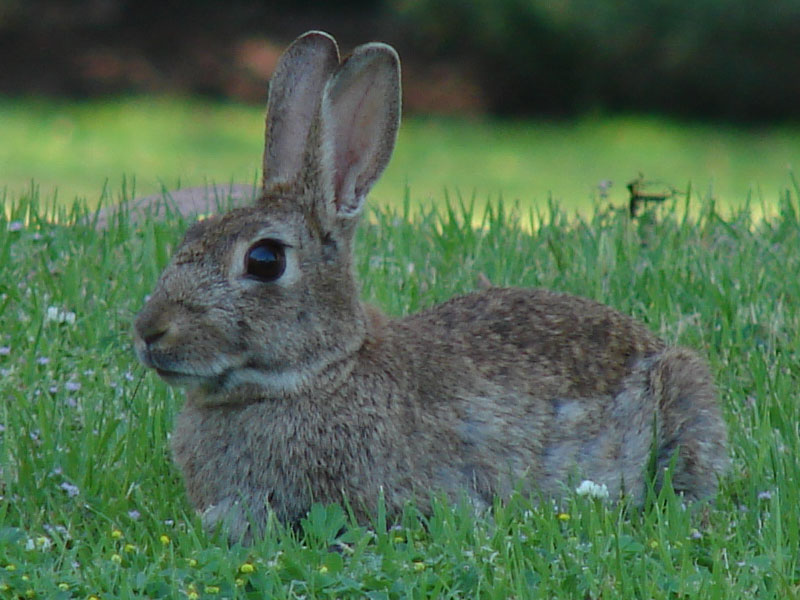
konijn
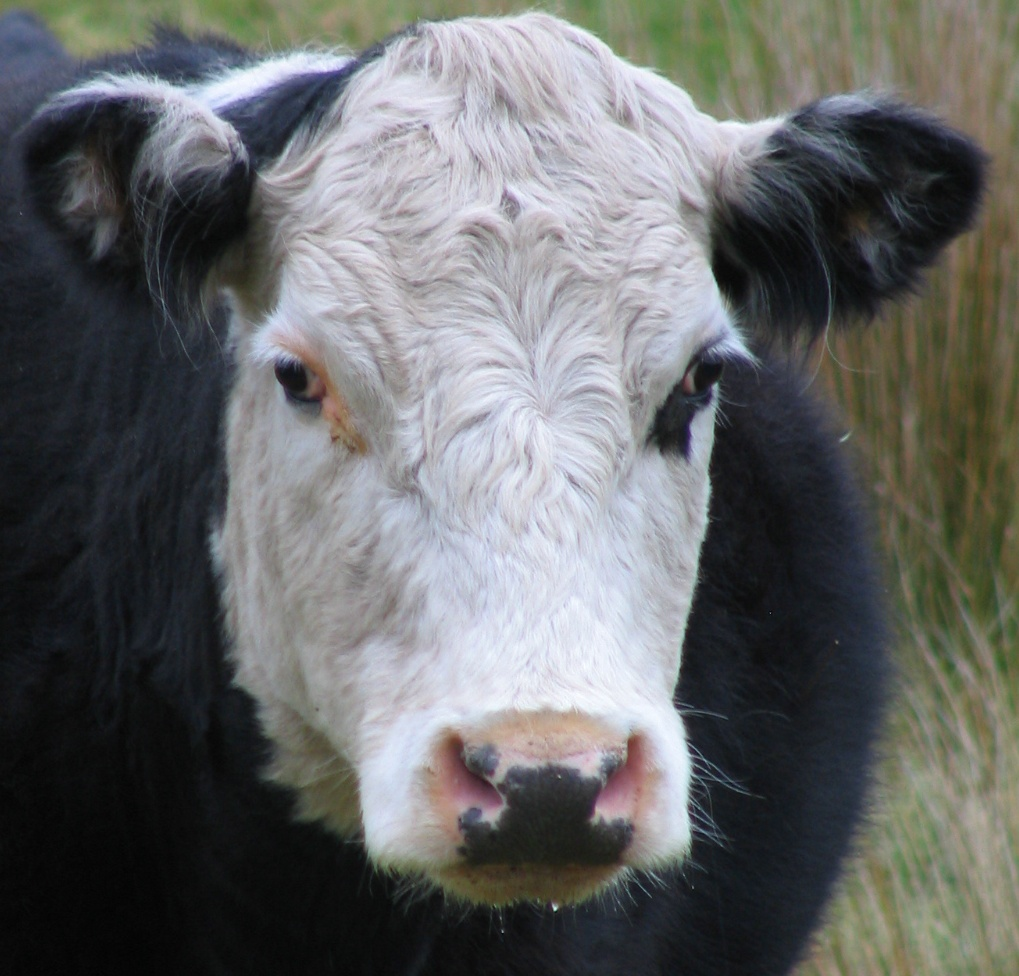
rund
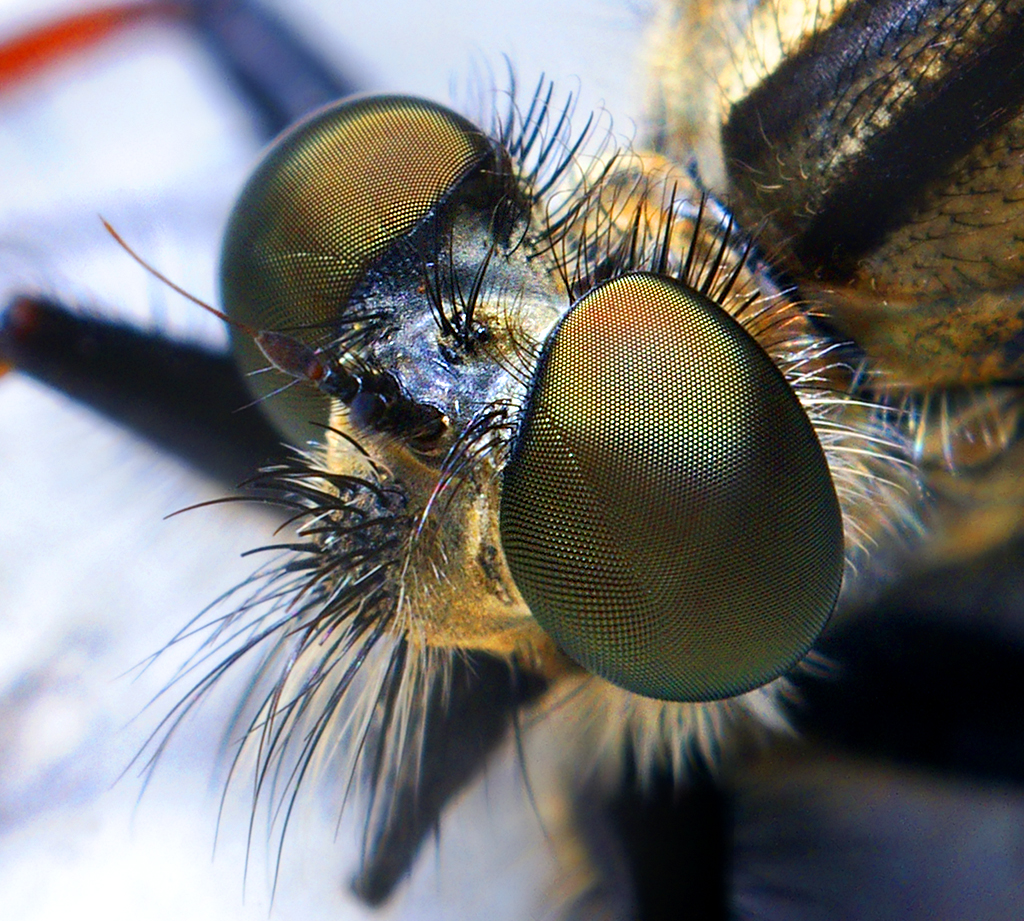
vlieg
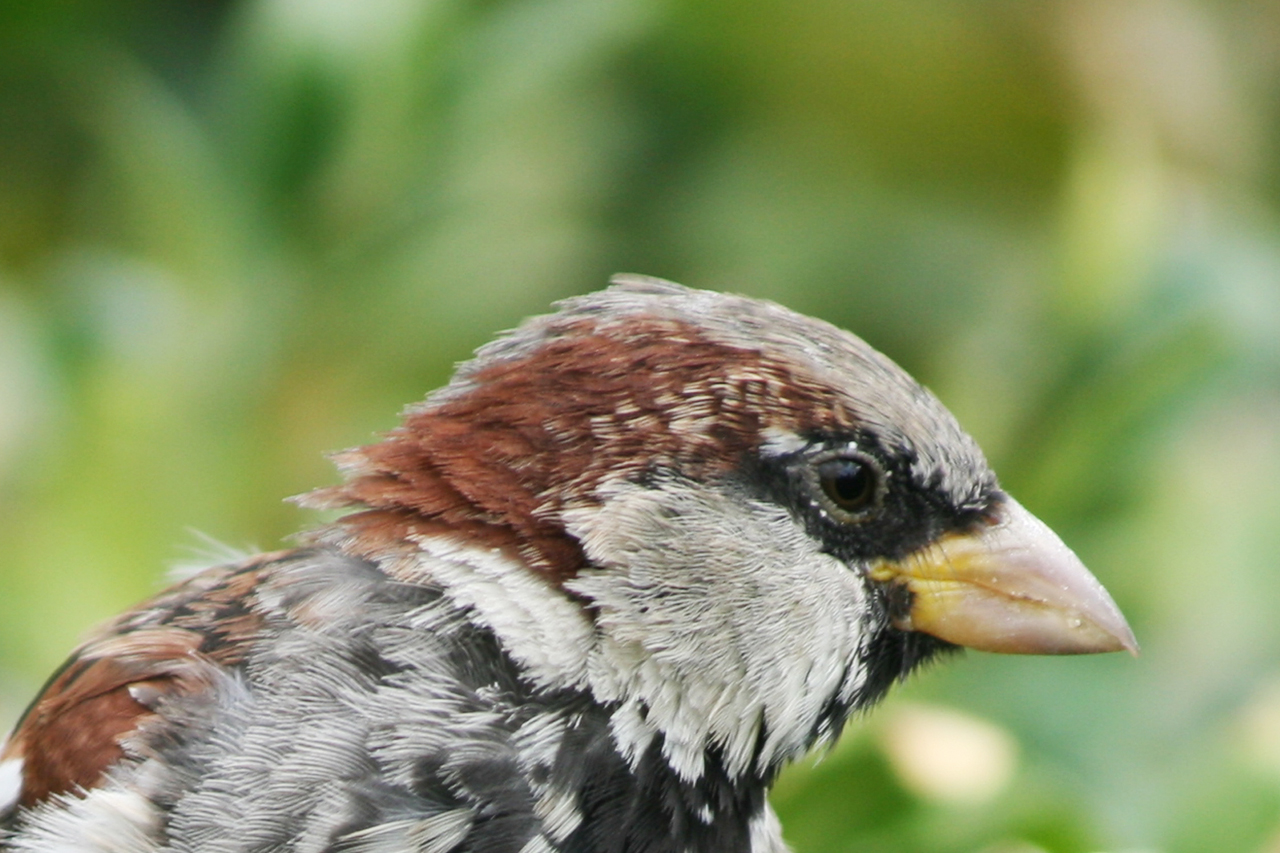
huismus
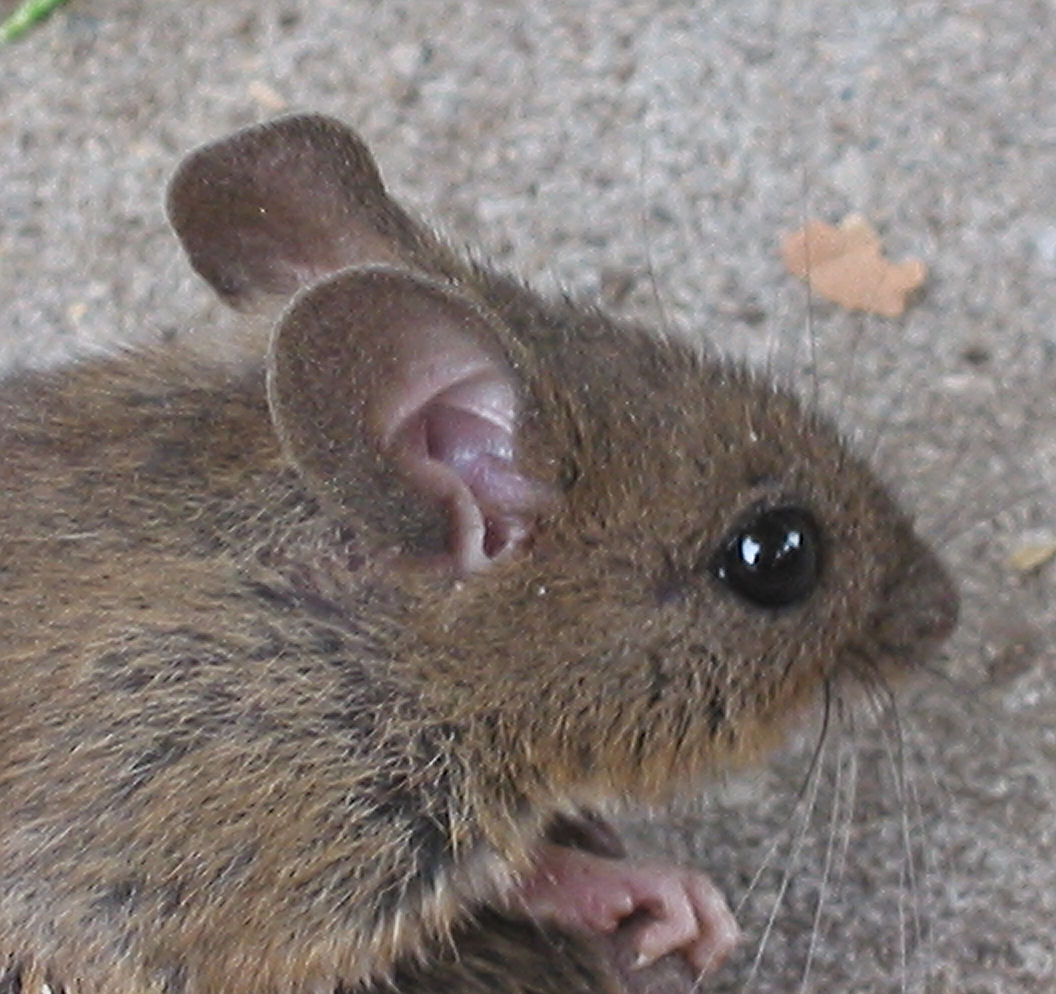
muis
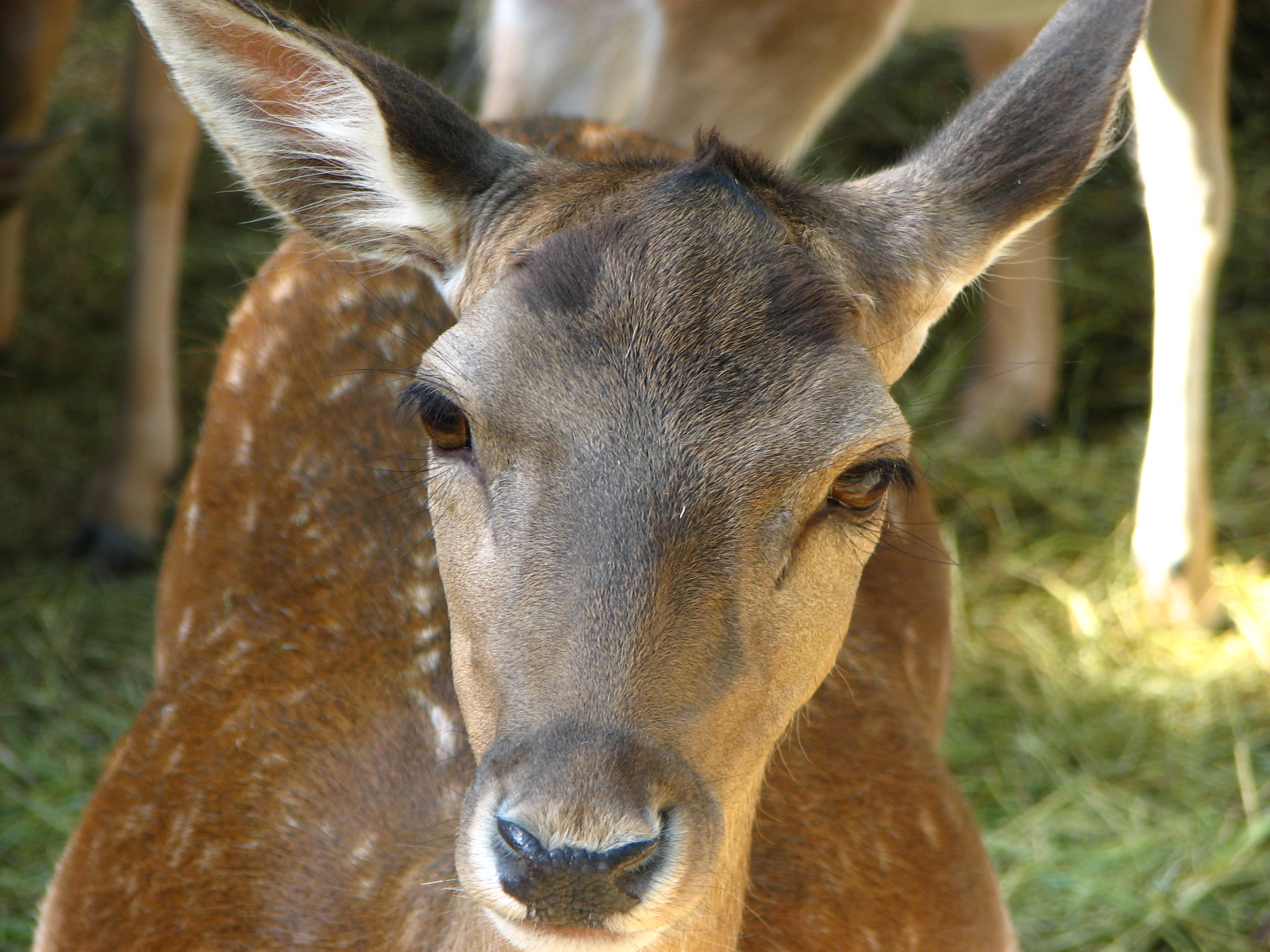
antilope
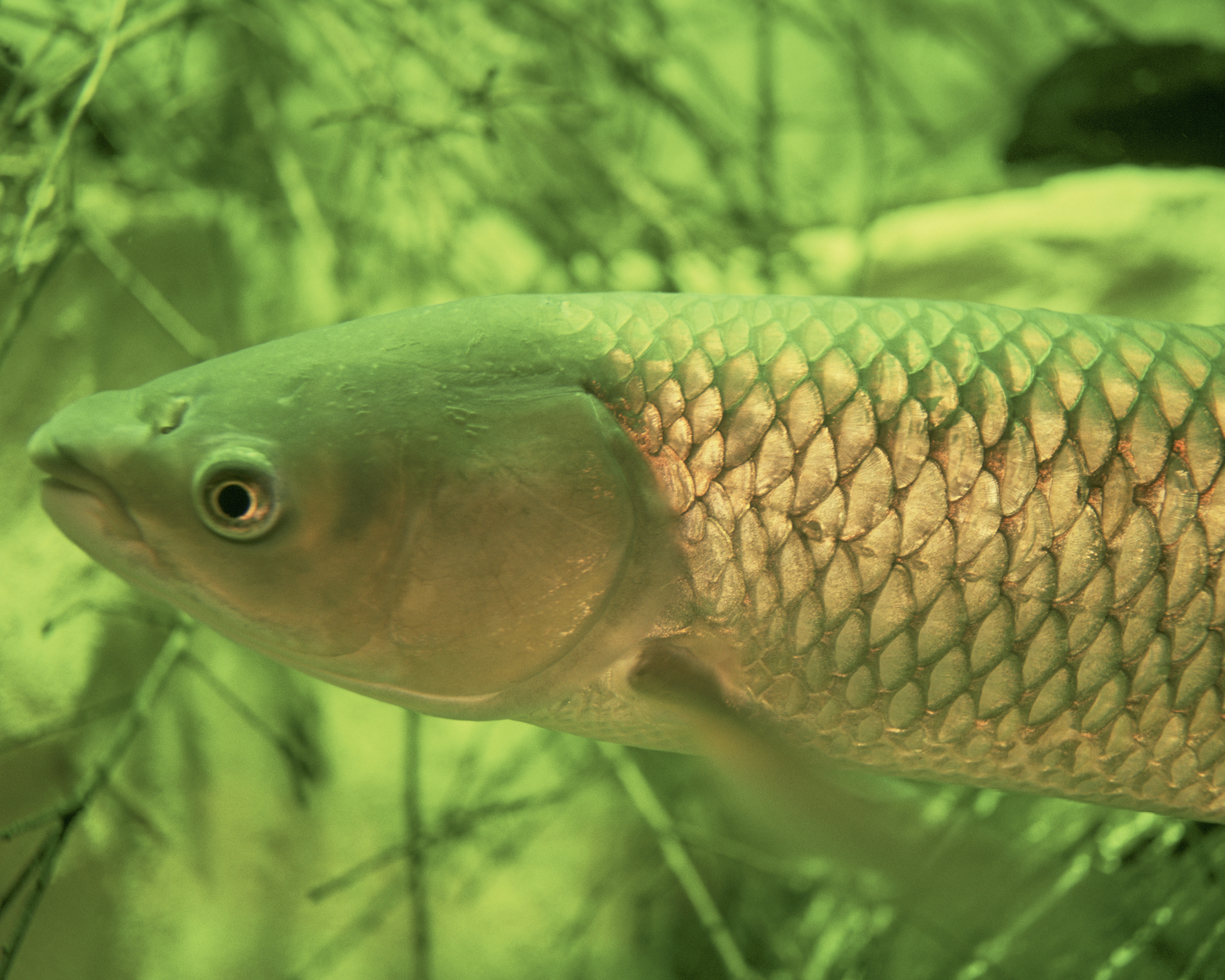
graskarper